# Verena Brammer
Verena Brammer (* 2. September 1986 in Lüneburg) ist eine deutsche Fußballspielerin.

## Karriere

### Vereine
Brammer gehörte von 2003 bis 2009 dem VfL Wolfsburg an und kam als Torhüterin – außer in der Saison 2003/04 (kein Einsatz) und 2005/06 (Abstieg bedingt 2. Bundesliga Nord) – in 23 Bundesligaspielen zum Einsatz. Ihr Debüt gab sie am 5. September 2004 (1. Spieltag) bei der 0:6-Niederlage im Heimspiel gegen den FCR 2001 Duisburg, ihr letztes Punktspiel bestritt sie am 17. Mai 2009 (21. Spieltag) beim 6:1-Sieg im Heimspiel gegen den TSV Crailsheim. Ferner bestritt sie 2007 drei Spiele der Gruppe 1 des WM-Überbrückungsturniers. Danach war sie eine Saison lang für die zweite Mannschaft aktiv, bevor sie im Juli 2010 ihre Fußballkarriere beendete.

### Nationalmannschaft
Brammer gehörte zum Kader der U20-Nationalmannschaft, die bei der vom 17. August bis 3. September 2006 in Russland ausgetragenen Weltmeisterschaft bis ins Viertelfinale vordrang und nach der 1:4-Niederlage gegen die Auswahl der US-Amerikanerinnen aus dem Turnier ausschied.

## Erfolge
- Meister 2. Bundesliga Nord 2006 und Aufstieg in die Bundesliga